# Pablo Christiani
Pour les articles homonymes, voir Christiani.
Fra Pablo Christiani (en catalan : Pau Cristià; en espagnol : Pablo Christiani ; en latin : Paulus Christianus), qui a vécu au XIIIe siècle, naquit dans une famille juive pieuse, qui lui donna le nom de Saul. Par la suite il se convertit au christianisme et se fit dominicain. 

## Biographie
Pablo Christiani est né juif. On croit qu'il fut d'abord étudiant auprès de Rabbi Eliezer de Tarascon. Il épousa ensuite une femme juive et en eut des enfants. Après sa conversion au christianisme il les lui enleva et les fit chrétiens. Il rejoignit ensuite l'Ordre dominicain. Avant la Dispute de Barcelone de 1263, il était connu pour avoir suivi l'exemple de Nicolas Donin en tentant de faire interdire le Talmud. Ses arguments étaient centrés sur le matériel « irrationnel » que contenait le texte. Sa participation à la Dispute de Barcelone avec Nahmanide visait à mettre à l'épreuve sa nouvelle technique missionnaire pour amener des juifs au christianisme. 

### Disputatio
En juillet 1263, Nahmanide, rabbin de Gérone devenu chef spirituel de la communauté juive de Catalogne, est convoqué par son protecteur le roi Jaime Premier à la disputation publique à Barcelone devant l'opposer à Fra Pablo Christiani qui entend prouver la vérité du christianisme à partir des passages de textes pharisiens (aggadot tirées du Talmud et du Midrash) traitant du messie.  
Nahmanide démontre l'inanité des prétentions de Christiani en remettant les passages cités dans leur contexte, en faisant remarquer que la plupart d'entre eux ne sont que des « sermons » n'ayant pas aux yeux du judaïsme la force du Talmud ou de la Torah. Il cite ensuite de nombreux passages bibliques et talmudiques prouvant que le messie attendu par les prophètes est un être humain, de chair et de sang, et non une divinité dans l'entendement chrétien de Jésus ; qu'il doit amener un règne de paix et de justice universelles, et non une ère de violence, de guerres, surtout au nom de la religion (chrétienne).
La disputatio fut évidemment un dialogue de sourds et fut abrégée à la demande pressante des Juifs de Barcelone, qui craignaient d'exciter le ressentiment des dominicains, et se termina sur la victoire de Nahmanide, le roi allant jusqu'à lui faire don de 300 maravedis en signe de respect. Cependant, le clergé dominicain prétendit avoir remporté la rencontre. Nahmanide fut obligé de relater la dispute par écrit. Pablo Christiani s'en servit en sélectionnant des passages jugés blasphématoires envers la chrétienté pour forger le Telae Ignis Satanis. Ce faux permettra de poursuivre toute personne qui s'adonnerait à l'étude du Talmud, reconnu ouvrage hérétique et antichrétien, mais il entraînera surtout la mise en accusation de Nahmanide qui dut admettre avoir porté plusieurs atteintes à la chrétienté, mais il soutint n'avoir rien dit d'autre que les arguments prononcés devant le roi, avec jouissance d'une liberté de parole totale de sa part. Bien que le roi et la commission convoquée reconnussent la justesse de sa défense, les dominicains obtinrent que les livres de Nahmanide soient brûlés et qu'il soit exilé pour deux ans, puis banni à perpétuité. 

### Poursuite de sa mission contre les Juifs
Cela encouragea Christiani. Muni, grâce à Raymond de Peñafort, de lettres de protection du roi Jacques Ier d'Aragon, il partit dans des voyages missionnaires, obligeant partout les Juifs à écouter ses discours et à répondre à ses questions, que ce fût dans leurs synagogues ou partout où il lui en prenait l'envie. Ils étaient même tenus de rembourser les frais de sa mission. 
En dépit de la protection que lui accordait le roi, Christiani ne rencontra pas le succès auquel il s'était attendu, il se rendit donc auprès du pape Clément IV et dénonça à nouveau le Talmud, affirmant qu'il contenait des passages injurieux envers Jésus et Marie. Le pape écrivit donc  à l'évêque de Tarragone (1264), lui ordonnant de soumettre tous les exemplaires du Talmud à l'examen des dominicains et des franciscains. Une commission dont Christiani faisait partie fut alors nommée par le roi pour censurer le Talmud, dont elle fit retirer tous les passages qui lui semblaient hostiles au christianisme. 
En 1269, Christiani intercéda aussi auprès du roi Louis IX de France et obtint de lui qu'il promulguât un édit canonique obligeant les juifs à porter des signes distinctifs.